# رايان إير
رايان إير (بالإنجليزية: Ryanair)‏ هي شركة طيران إيرلندية منخفضة التكلفة، يقع مقرها الرئيسي في دبلن، ومراكز عملياتها الرئيسية في مطار دبلن، ومطار لندن ستانستد. في عام 2016 أصبحت رايان إير أكبر شركة طيران في أوروبا من حيث عدد المسافرين. في 2017 أصبحت رايان إير أول شركة طيران في أوروبا بأزيد من بليون مسافر. وتتميز الشركة بتوسعها السريع نتيجة إلغاء الضوابط التنظيمية لصناعة النقل الجوي في أوروبا في عام 1997 والنجاح في نموذج الأعمال التجارية منخفضة التكلفة. تسير رايان إير رحلاتها إلى 37 دولة في أوروبا وشمال أفريقيا والشرق الأوسط، عبر 2000 رحلة يومية لـ215 وجهة.
اتسمت شركة رايان إير بتوسعها السريع، نتيجة لتحرير صناعة الطيران في أوروبا في عام 1997 ونجاح نموذج أعمالها منخفض التكلفة. وتدير المجموعة أكثر من 500 طائرة. وتخدم شبكة خطوطها أكثر من 40 دولة في أوروبا وشمال أفريقيا (المغرب) والشرق الأوسط (إسرائيل والأردن). قواعد التشغيل الأساسية موجودة في مطارات دبلن ولندن ستانستد وميلانو بيرغامو.[بحاجة لمصدر] تعد رايان إير أكبر شركة طيران في أيرلندا وفي عام 2016 أصبحت أكبر شركة طيران في العالم من حيث عدد المسافرين.
تعرضت الشركة في بعض الأحيان لانتقادات بسبب رفضها إصدار فواتير للخدمات المعفاة من ضريبة القيمة المضافة التي تقدمها (تذاكر الطيران)، الاستخدام المكثف للرسوم الإضافية، سوء خدمة العملاء، والميل إلى إثارة الجدل عمدًا من أجل الحصول على الدعاية.

## تاريخ
منذ إنشائها في عام 1984، انتقلت رايان إير من شركة طيران صغيرة إلى أكبر شركة طيران في أوروبا، وهي تشغل حالياً أكثر من 13000 موظف.

## الوجهات

البلدان التي تعمل فيها رايان إير

تمتلك رايان إير 84 مركز عمليات ب 33 دولة في أوروبا وشمال إفريقيا، وتفضل الشركات في غالب الأحيان الابتعاد عن المطارات الرئيسية والتوجه للمطارات الثانوية لتخفيض التكاليف وتسريع مدة بقاء الطائرة في المطار.على سبيل المثال فرايان إير تقوم بتفادي تسيير رحلات إلى مطار دوسلدورف الدولي وبالمقابل تقوم بتسيير رحلات لمطار ويزي الذي يبعد 70 كلم عن دوسلدورف. لكن رغم ذلك فشركة رايان إير مازالت تقدم رحلات جوية للمطارات الرئيسية في بعض المدن الدولية وذلك لعدم وجود مطارات ثانوية في هذه المدن التي يمكن للشركة اللجوء إليها.
تقوم رايان إير بتسيير رحلات أغلبها لوجهات سياحية

## الأسطول

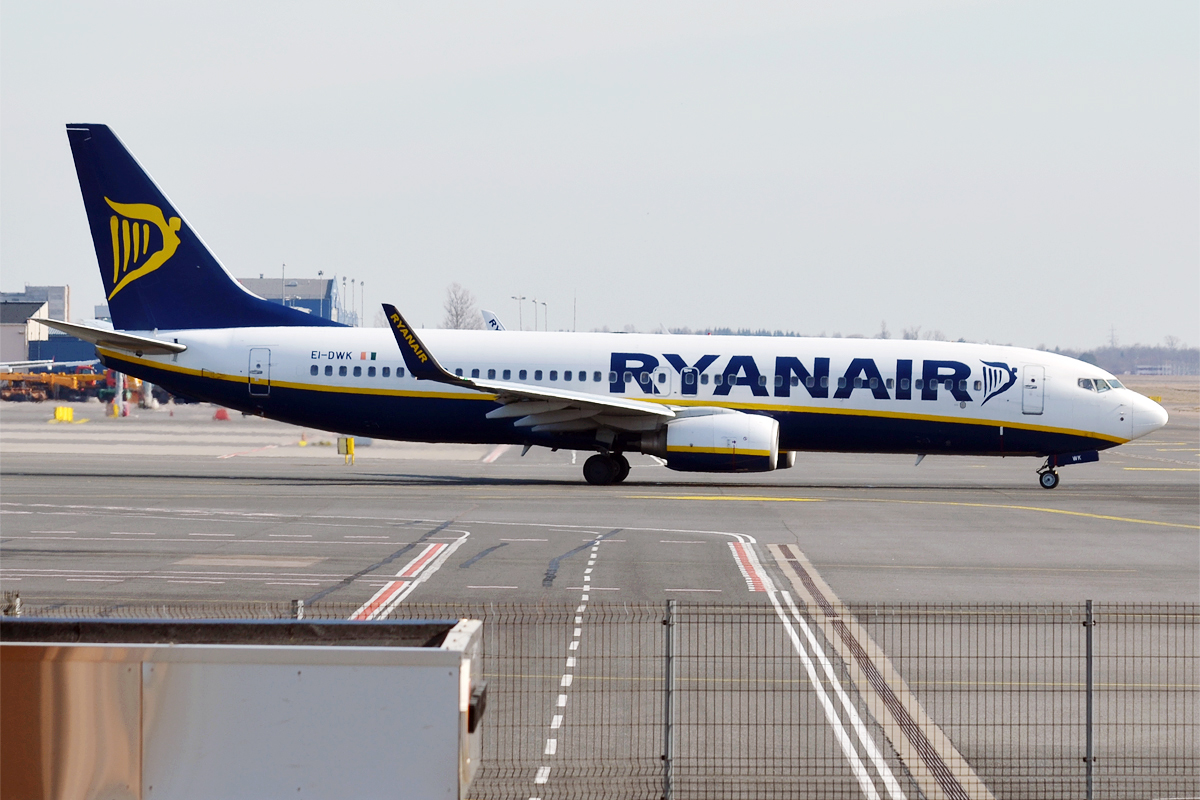
طائرة رايان إير بوينغ 800-737

اعتبارًا من يوليو 2018، يتكون أسطول شركة ريان اير من الطائرات التالية:
| نوع الطائرة      | في الخدمة | أوامر شراء | السعة المقعدية | السعة المقعدية | السعة المقعدية | ملاحظات |
| نوع الطائرة      | في الخدمة | أوامر شراء | C              | Y              | المجموع        | ملاحظات |
| ---------------- | --------- | ---------- | -------------- | -------------- | -------------- | --- |
| بوينغ 737-700    | 1         | —          | —              | 149            | 149            | في تكوين واحد لدرجة رجال الأعمال، لخدمة الطيران العارض، وبالأخص لخدمة الأندية الرياضية خلال فصل الشتاء. وفي في الصيف يتم تحويلها طائرة بسعةإلى 149 مقعدًا كطائرة تدريب / احتياطية على طرق المملكة المتحدة - أيرلندا. |
| بوينغ 737-800    | 443       | 15         | —              | 189            | 189            | التسليمات 2014-2018 |
| بوينغ 737 ماكس 8 | —         | 135        | —              | 197            | 197            | تبدأ أولى عمليات التسليم في عام 2019 |
| المجموع          | 444       | 150        |                |                |                | |

كما تمتلك رايان إير 3 طائرات من طراز ليرجيت 45 والتي يتم إستخدامها لنقل مهندسي الطيران في حالة وجود عطب تقني بإحدى طائرات الشركة عبر مراكز عملياتها.

## صفقات رايان إير[19]
2023 : فازت شركة "بوينغ" بطلبية قياسية من شركة "رايان إير هولدينغز" (Ryanair Holdings Plc)، وهي إحدى أبرز عملائها، التي وافقت على شراء 300 طائرة من كبريات الطائرات التي تصنعها الشركة الأميركية من طراز "737 ماكس"، فيما يعد رهاناً على تعافي السفر بعد الجائحة.
قالت كلٌ من "بوينغ" و"رايان إير" إن قيمة الطلبية تبلغ 40 مليار دولار، على الرغم من أن العملاء عادة ما يحصلون على خصومات كبيرة على الصفقات الضخمة.

## حوادث
10 نونبر 2008: الرحلة 4102 التابعة لريان اير والمرقمة بـ EI-DYG تعرضت فيها الطائرة لأضرار في الهيكل السفلي وقامت بهبوط اضطراري في مطار شيامبينو في روما بسبب هجوم لسرب من الطيور وكانت الطائرة تحمل 166 راكب بالإضافة إلى 6 من الطاقم.

## مزيد من القراءة
- Creaton، Siobhán (2007). Ryanair: The full story of the controversial low-cost airline. London: Aurum. ISBN:1-84513-293-9.
- Creaton، Siobhán (2004). Ryanair: How a Small Irish Airline Conquered Europe. London: Aurum Press. ISBN:1-85410-992-8.
- Calder، Simon (2002). No Frills: The Truth Behind the Low Cost Revolution in the Skies. London: Virgin Books. ISBN:1-85227-932-X.
- Clark، Andrew (8 مايو 2006). "Guardian Unlimited". Ryanair ... the low-fare airline with the sky-high insurance levy. London. مؤرشف من الأصل في 2007-10-09. اطلع عليه بتاريخ 2006-05-29.
- "Telegraph". Disabled groups attack 33p Ryanair levy. London. 13 مايو 2006. مؤرشف من الأصل في 2020-01-25. اطلع عليه بتاريخ 2006-05-29.
- "alfb.net". All we need is low. Ryanair is cheaper as two one-ways than as a return ticket. مؤرشف من الأصل في 2011-08-12. اطلع عليه بتاريخ 2007-10-12.
- Ruddock، Alan (2007). Michael O'Leary – A Life in Full Flight. Dublin: Penguin Ireland. ISBN:9781844880553.

## وصلات خارجية
- الموقع الرسمي
- مجلة رايان إير